# Mogoro
Mogoro (Mòguru in sardo) è un comune italiano di 3 823 abitanti della provincia di Oristano in Sardegna, nella subregione dell'Alta Marmilla.
È il nono centro della provincia di Oristano per numero di abitanti dopo Bosa, Cuglieri, Oristano, Terralba, Cabras, Marrubiu, Santa Giusta e Ghilarza e il più grande della Marmilla, sebbene molti servizi abbiano sede nel comune di Ales.

## Geografia fisica

### Territorio
Il comune è situato nella regione collinare della Marmilla, ai contrafforti meridionali del monte Arci, di origine vulcanica; per questo nell'epoca prenuragica fu un importante centro di lavorazione dell'ossidiana (che veniva trasportata nel villaggio di Puisteris, nei pressi del bivio sulla Strada statale 131 Carlo Felice).
Il punto più alto del territorio comunale è la collina di Cruccu (circa 200 m s.l.m.), situato a metà strada tra Mogoro e Gonnostramatza. Il paese si trova su un altopiano chiamato " Sa Struvina ", delimitato a nord dal monte Arci e a sud dalla valle del Rio Mogoro (circa 50 km di lunghezza, sfocia nello Stagno di S. Giovanni), il cui corso è sbarrato da una diga costruita negli anni 1932-1934, che però non dà luogo a nessun lago, ma ha lo scopo di prevenire le inondazioni nella pianura sottostante, dove sono situati i paesi di Uras e Pabillonis.

## Storia

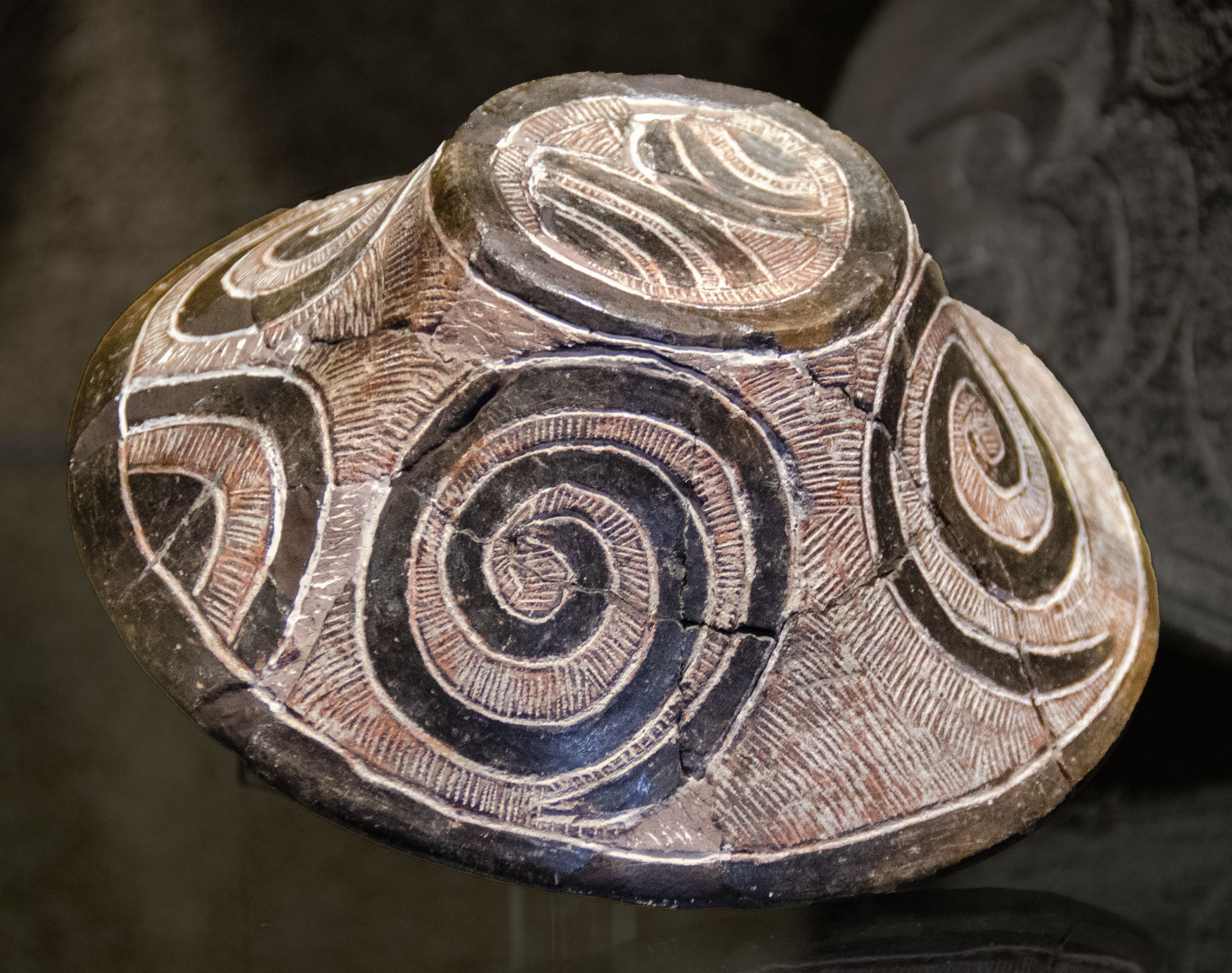
Vasetto della cultura di Ozieri da Mogoro

L'area fu abitata in epoca prenuragica, nuragica e romana, per la presenza nel territorio di alcune testimonianze archeologiche.
Durante il medioevo appartenne al giudicato di Arborea e fece parte della curatoria Montargia, detta anche di Parte Montis, della quale fu anche capoluogo dopo Gonnostramatza.
Nel territorio sorgeva nel medioevo il paese di Bonorcili, distrutto dai barbareschi prima del XIV secolo per la sua vicinanza al mare. Di questo paese restano alcune rovine.
Alla caduta del giudicato (1420) entrò a far parte del Marchesato di Oristano, e alla definitiva sconfitta degli arborensi (1478) passò sotto il dominio aragonese e fu incorporato nell'Incontrada di Parte Montis, divenendo un feudo dei Carroz conti di Quirra. Nel 1603 fu incorporato nel marchesato di Quirra, feudo prima dei Centelles e poi degli Osorio de la Cueva, ai quali fu riscattato nel 1839, con la soppressione del sistema feudale.

### Simboli
Lo stemma e il gonfalone del Comune di Mogoro sono stati concessi con decreto del presidente della Repubblica del 9 ottobre 2007.
Il gonfalone è un drappo di giallo con la bordatura di verde.

## Monumenti e luoghi d'interesse

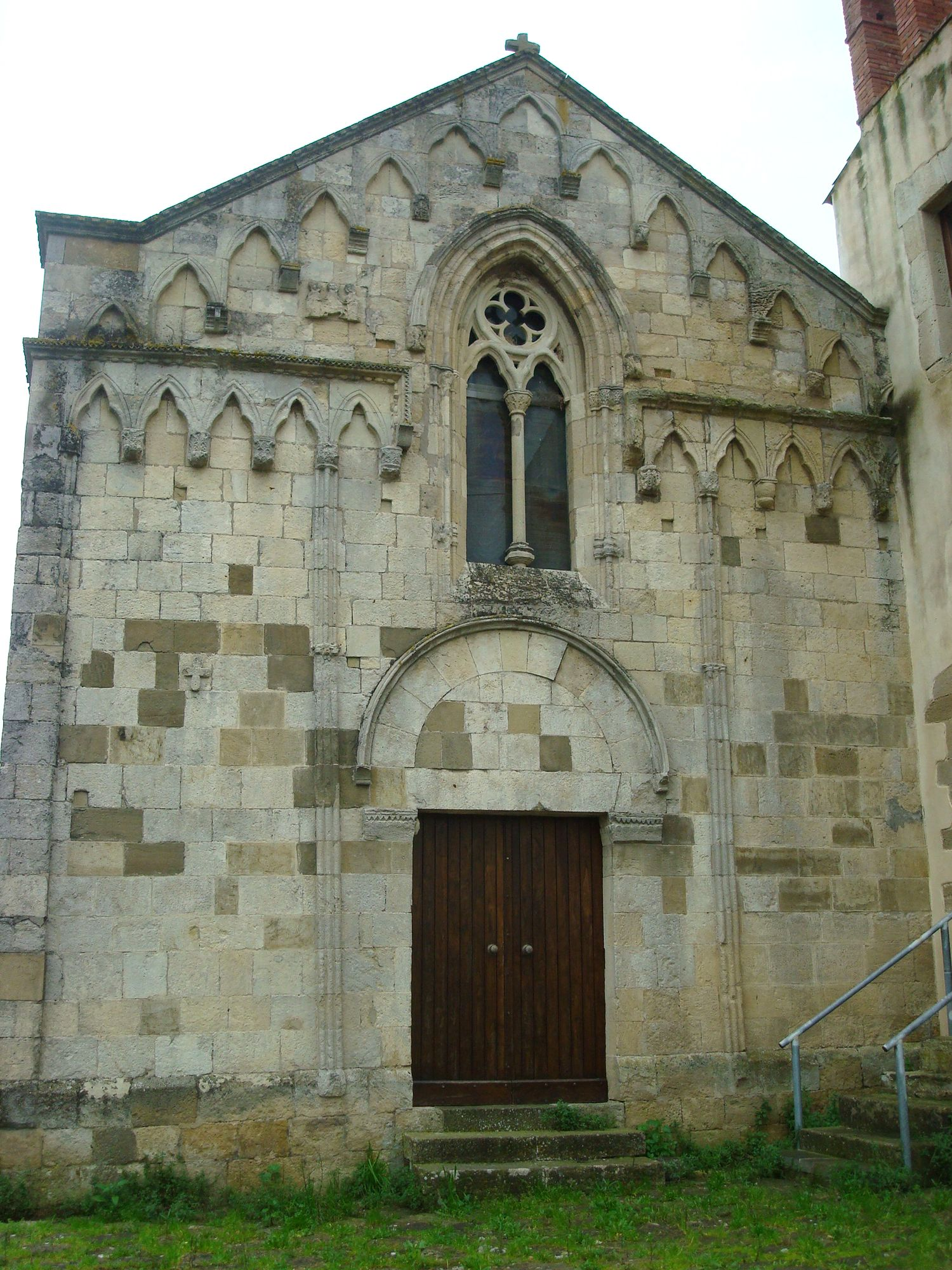
Chiesa del Carmine, facciata

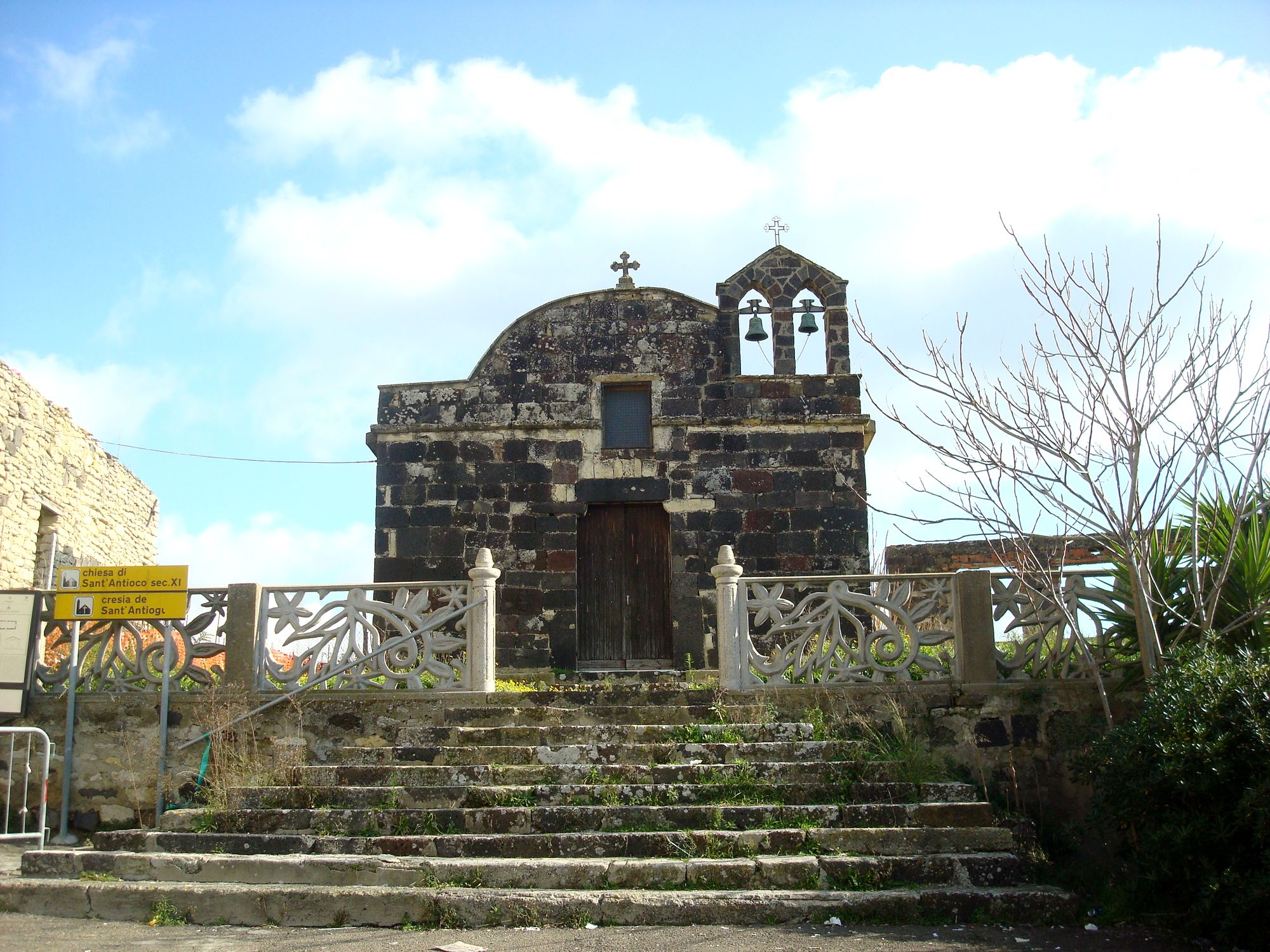
Chiesa di Sant'Antioco di Sulcis con campanile a vela

### Architetture religiose
Nel territorio di Mogoro sono presenti cinque chiese, oltre a numerose rovine nelle campagne:
- Chiesa di San Bernardino, la parrocchiale, recentemente restaurata
- Chiesa di Sant'Antioco di Sulcis
- Chiesa del Carmine
- Chiesa campestre di Santa Maria Carcaxia, nei pressi del bivio sulla SS 131
- Chiesa di Sant'Ignazio, moderna, nella borgata di Morimenta.

Nella chiesa di San Bernardino sono conservate le reliquie del miracolo eucaristico del 1604.

### Siti archeologici

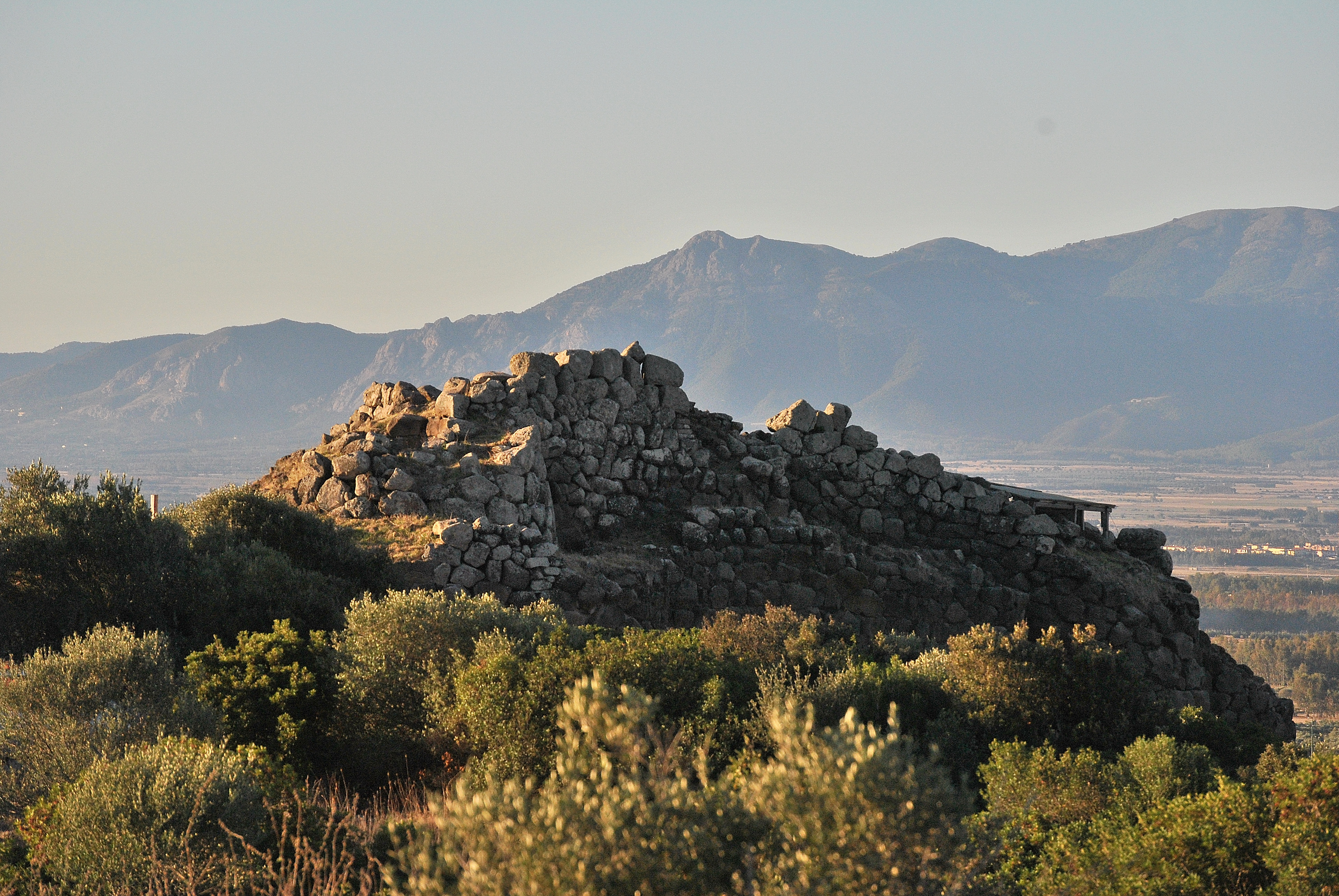
Nuraghe Cuccurada

Nel suo territorio si contano 27 nuraghi, di cui 13 monotorre e 14 complessi; soltanto il nuraghe Cuccurada, visibile dalla SS 131, è stato oggetto di scavi. Il sito è ora aperto al pubblico ed è visitabile da aprile ad ottobre dal martedì alla domenica.
Nel territorio di Mogoro sono presenti i resti dell'importante antico paese di Bonorcili, sede dell'omonima curatoria del Giudicato di Arborea; Mogoro faceva invece parte della curatoria di Montis.

## Società

### Evoluzione demografica
Abitanti censiti

### Lingue e dialetti
La variante del sardo parlata a Mogoro è il campidanese occidentale.

## Cultura

### Istruzione
A Mogoro sono presenti le scuole elementari e le scuole medie (con presidenza a Ales)

## Economia
L'economia si basa principalmente sulla pastorizia, sull'agricoltura e l'artigianato.

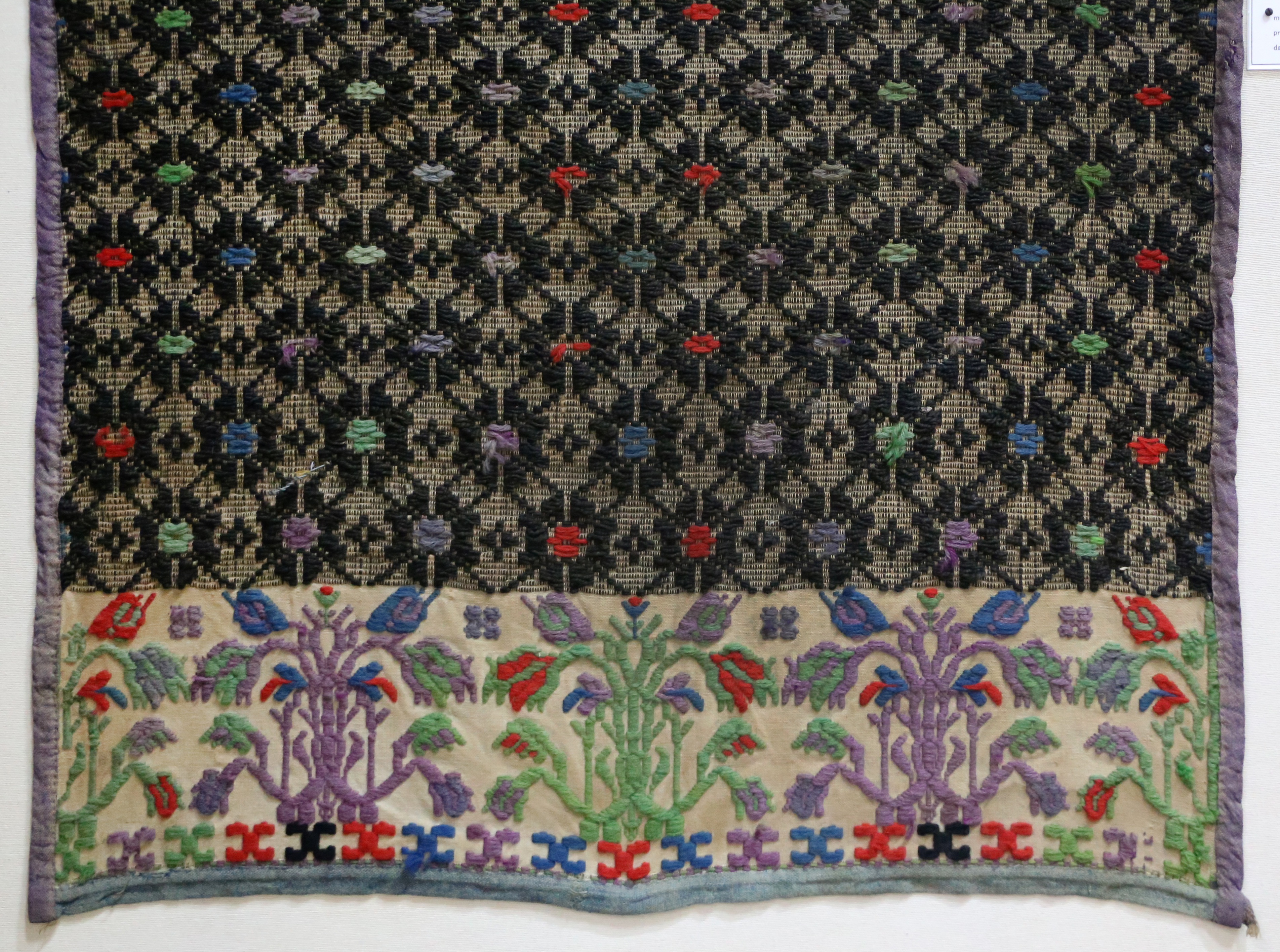
Copritavolo da Mogoro, primi del XX secolo

Sono famosi i tappeti e gli arazzi di Mogoro, oggetto della mostra che si tiene ogni anno nel mese di agosto e che prende il nome di "Fiera del tappeto". Si producono inoltre mobili di pregio, sia nello stile tradizionale sardo, sia in stile moderno. Dalla fine degli anni ottanta è stata costruita all'ingresso del paese una zona artigianale, sede delle botteghe prima situate nel centro abitato.
L'agricoltura si basa principalmente sulla coltivazione della vite, del frumento e della barbabietola da zucchero, nella zona pianeggiante a ovest della SS 131. Dagli anni cinquanta è attiva la cantina sociale "Il Nuraghe", i cui edifici sono situati nei pressi del bivio della SS131, che produce vini di fama nazionale, come il Semidano di Mogoro.
È rilevante anche il settore edilizio, con numerose piccole imprese che negli anni '70 si erano associate nell'esperienza della Cooperativa edile.
Il comune di Mogoro fa parte del Consorzio "Sa Corona Arrubia".

## Infrastrutture e trasporti

### Strade
Mogoro è collegata al territorio limitrofo e alla Strada Statale 131 Carlo Felice da due strade provinciali: la SP 44 e la SP 73.

### Ferrovie
Porta il nome del comune la stazione di Uras-Mogoro, situata ad Uras. La stazione è costruita lungo la ferrovia Cagliari-Golfo Aranci ed è servita dai treni di Trenitalia.

## Amministrazione
Storicamente il comune è stato amministrato dalla sinistra, a parte una parentesi nel 2005-2010. Dal 1985 in poi il comune è stato amministrato dai sindaci Adriano Ghiani (1985-1992) e Antonino Floris (1992-1995) con il PCI, Delfina Broccia (1995-2000) con il PDS, Giovanni Pia (2000-2010) del Partito Sardo d'Azione, alleato prima con La Margherita e lo SDI (2000-2005) e poi con il PDL (2005-2010). Dopo due mandati (2010-2020) per Sandro Broccia, ex Assessore ai Trasporti della Giunta Regionale di Renato Soru, dall'ottobre del 2020 il sindaco è Donato Cau, eletto alla guida di una lista civica.
| Periodo         | Periodo         | Primo cittadino | Partito                          | Carica  | Note |
| --------------- | --------------- | --------------- | -------------------------------- | ------- | ---- |
| 31 maggio 2015  | 26 ottobre 2020 | Sandro Broccia  | Lista civica "Mogoro che cambia" | Sindaco |      |
| 26 ottobre 2020 | in carica       | Donato Cau      | Lista civica "Siamo Mogoro"      | Sindaco |      |

Il Comune di Mogoro ha tradizionalmente dato il proprio sostegno alla sinistra, con punte del 51 % al PCI negli anni '70; nelle elezioni politiche del 2006 la coalizione L'Unione ha prevalso con il 54,13 % al Senato contro il 29,06 % della CdL e il 14,68 % del PSd'Az, e con il 61,48 % alla Camera contro il 34,02 % della CdL.
È stato uno dei pochi comuni sardi dove in occasione del referendum istituzionale del 1946 ha prevalso la Repubblica con circa 1.100 voti a favore, a fronte dei circa 800 contrari.

## Sport
A Mogoro sono presenti varie società sportive tra cui la GSD Freccia Parte Montis (calcio), militante nella prima categoria regionale e la ASD Basket Mogoro, che disputa il campionato di serie D regionale.